# Притрихинг
Притрихинг (њем. Prittriching) општина је у њемачкој савезној држави Баварска. Једно је од 31 општинског средишта округа Ландсберг ам Лех. Према процјени из 2010. у општини је живјело 2.389 становника. Посједује регионалну шифру (AGS) 9181134.

## Географски и демографски подаци
Притрихинг се налази у савезној држави Баварска у округу Ландсберг ам Лех. Општина се налази на надморској висини од 551 метра. Површина општине износи 25,4 km². У самом мјесту је, према процјени из 2010. године, живјело 2.389 становника. Просјечна густина становништва износи 94 становника/km².